# 헌법우위설
다음은 헌법우위설(憲法優位說)에 관한 설명이다.
헌법과 조약간 효력관계에 대해 조약우위설과 헌법우위설이 대립하고 있으나, 우리 헌법의 해석론으로는 헌법우위설이 통설이며, 헌법우위설은 헌법이 조약에 우선한다는 학설이다. 조약과 법률이 저촉할 경우에는 조약의 법적 성질에 따라 결정된다. ( 조약이 상호원조 또는 안전보장에 관한 조약, 중요한 국제조직에 관한 조약, 우호통상항해조약, 주권 제약에 관한 조약, 강화조약, 국가나 국민에게 중대한 재정적 부담을 지우는 조약 또는 입법사항에 관한 조약인 경우에는 법률과 동일한 효력을 가진다. 따라서 양자가 저촉하는 경우에는 신법우선의 원칙과 특별법우선의 원칙이 적용된다. ( 행정협정은 대통령령과 동일한 효력을 가진다.